# Mary Ward
Mary Ward (Iorque, 23 de janeiro de 1585 – Iorque, 30 de janeiro de 1645) foi uma freira católica britânica. Fundou o Instituto Beatíssima Virgem Maria, também conhecido como Irmãs de Loreto. Foi declarada "venerável" pelo Papa Bento XVI, em 19 de dezembro de 2009. Esse é o primeiro dos três estágios do processo de canonização.

## Criação do instituto
Na época, as mulheres da igreja católica viviam enclausuradas, em contemplação e governadas por outros. Mary Ward, no entanto, não se viu chamada à vida contemplativa e, em vez disso, decidiu dedicar-se a um ministério ativo, ainda sendo religiosa; isso foi considerado incomum na época. Aos vinte e quatro anos, ela se viu cercada por um grupo dedicado, o qual incluía Winefrid Wigmore, que estava determinada a trabalhar sob sua orientação, para atender novas necessidades. Uma delas considerava essencial educar as meninas. Ela disse em 1612: "Não existe tal diferença entre homens e mulheres e que as mulheres não podem fazer grandes coisas? E espero em Deus que se veja no futuro que as mulheres farão muito". Em 1609 estabeleceram uma comunidade religiosa em Saint-Omer e abriram escolas para meninas.

## Legado
Embora suas ideias tenham sido suprimidas, seu trabalho não foi destruído. Congregações posteriores de mulheres buscaram inspiração nela. As suas ideias e trabalho vão sendo retomados e desenvolvidos gradualmente, seguindo as linhas gerais do primeiro esquema. O segundo instituto foi finalmente aprovado quanto à sua regra, pelo Papa Clemente XI, em 1703, e como instituto pelo Papa Pio IX em 1877.
Ward foi reconhecida formalmente como a fundadora dos dois institutos religiosos pela Santa Sé, em 1909. Em 2002, a Congregação de Jesus foi finalmente autorizada a adotar as constituições dos jesuítas, bem como o nome que ela originalmente pretendia para eles. Ela foi mencionada pelo Papa Bento XVI durante sua visita ao Reino Unido em 2010. Ward foi declarada venerável pelo Papa Bento XVI, em 19 de dezembro de 2009.
No século XXI, mais de 200 escolas receberam seu nome e formaram uma rede mundial.
Seu trabalho é celebrado em uma exposição no museu do Bar Convent, em Iorque.